# Saint-Élix-Séglan
Saint-Élix-Séglan è un comune francese di 42 abitanti situato nel dipartimento dell'Alta Garonna nella regione dell'Occitania.

## Società

### Evoluzione demografica
Abitanti censiti